# Grosse-Île
Grosse-Île är en kommun i provinsen Québec i Kanada, i norra delen av ögruppen Îles de la Madeleine. Den ligger i regionen Gaspésie–Îles-de-la-Madeleine, i den östra delen av landet, 1 100 km öster om huvudstaden Ottawa.
Kommunen är officiellt tvåspråkig (franska och engelska), med 84 % engelsktalande och 17 % fransktalande (modersmålstalare) vid folkräkningen 2021.